# Le Chesnay
 Le Chesnay  es una población y comuna francesa, en la región de Isla de Francia, departamento de Yvelines, en el distrito de Versailles. Es el chef-lieu del cantón de Le Chesnay.

## Demografía
| 374                       | 307 | 272 | 295 | 314 | 446 | 515 | 563 | 723 | 1 065 | 1 406 | 1 710 | 1 849 | 2 214 | 2 322 | 2 802 | 2 970 | 3 139 | 3 521 | 3 702 | 4 249 | 4 932 | 5 546 | 7 003 | 7 995 | 8 333 | 9 259 | 13 249 | 14 184 | 24 785 | 27 647 | 29 542 | 28 530 | 29 405 |
| (Fuente: INSEE y Cassini) |     |     |     |     |     |     |     |     |       |       |       |       |       |       |       |       |       |       |       |       |       |       |       |       |       |       |        |        |        |        |        |        |        |

## Hospital
- Hospital André Mignot